# La muerte del ciervo
La muerte del ciervo es un gran lienzo de 355 cm  × 505 cm pintado en 1867 por Gustave Courbet. Conservado habitualmente en el Museo de Bellas Artes y Arqueología de Besanzón, se presentó en el Museo de Orsay a partir de 2012 debido a trabajos de restauración en el museo de Besanzón. El 4 de mayo de 2018, la obra regresó a Besanzón.

## Historia

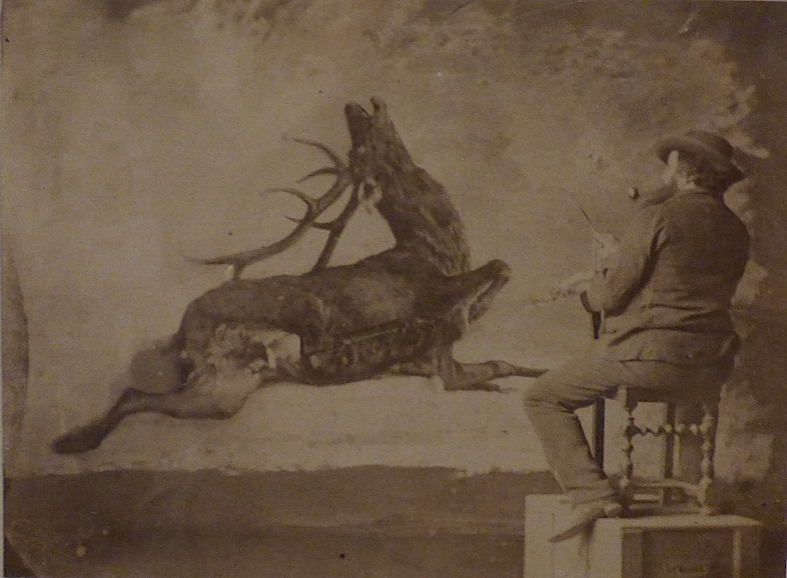
Courbet pintando La muerte del ciervo, fotografía de Étienne Carjat (1867).

La pintura fue realizada durante el invierno de 1866-1867, y fue la última obra en gran formato de Courbet, que se había convertido en un especialista en él, en particular a través de Entierro en Ornans y El taller del pintor. La obra fue expuesta en el Salón de 1869. El cuadro causó escándalo, al reservarse los grandes formatos para el "Gran Cuadro", el cuadro de historia, no para una escena de caza compuesta a partir de representaciones de gente común o provinciana, que así se magnifican.
Conservada por Juliette Courbet hasta 1881, salió a la venta ese año durante la subasta en Drouot del estudio del pintor, y adquirida por el Estado francés por la suma de 33 900 francos. Atribuido al Museo del Louvre, luego al Museo de Besanzón, desde 1882.

## Descripción
La escena muestra a un ciervo derrumbándose en el suelo nevado, atacado por una jauría de perros de caza. Dos figuras están a la derecha. El entrenador es Jules Cusenier, vecino de Ornans mientras que el hombre a caballo es Félix Gaudy, de Vuillafans. Aficionado a la caza, es una escena extraída en parte de la propia vida de Courbet, en línea con lo que denominó la "alegoría real".
La obra forma parte de la tradición de representaciones de escenas cinegéticas, presente desde el siglo XVII. Courbet utiliza una aspereza realista que la acerca a las representaciones flamencas, y compone su pintura mediante un proceso acumulativo como un collage: primero el ciervo, luego el jinete de la derecha, los perros y finalmente el adiestrador. Las escenas de caza son habituales en la pintura de Courbet desde 1857, inaugurada con La curée (Museo de Bellas Artes de Boston); todas las etapas de esta actividad a la que se dedicó el pintor están representadas bajo su pincel. Otro gran cuadro expuesto en el Museo de Orsay sobre el mismo tema se titula La rutina de primavera, combate de ciervos (1861).

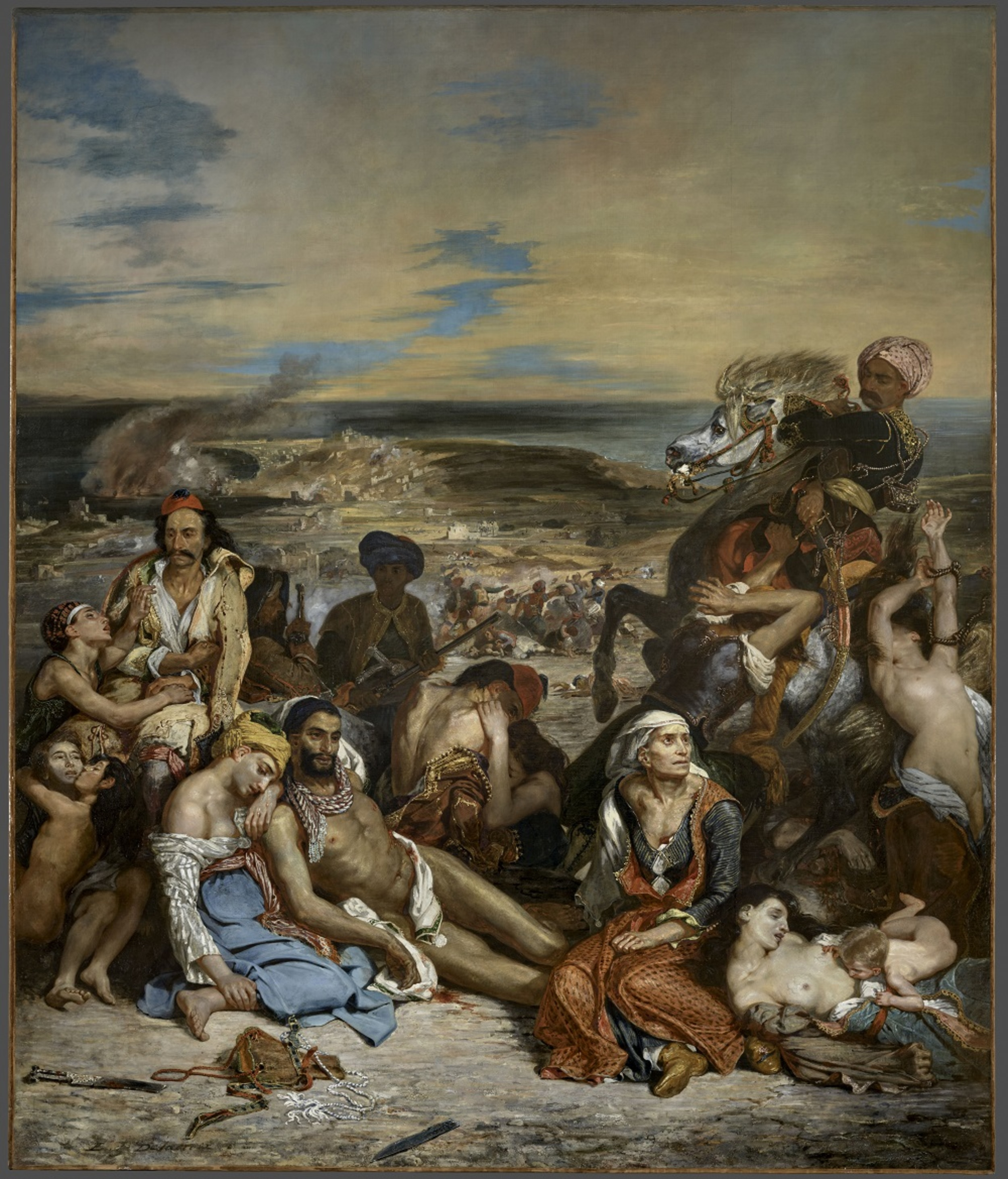
La matanza de Quíos de Eugène Delacroix en el Museo del Louvre.

Hay varias influencias en la pintura, especialmente de La matanza de Quíos (1824) de Eugène Delacroix, en la figura del batidor a caballo a la derecha.

### Obras
- Castan, Auguste, Historia y descripción de los museos de la ciudad de Besançon, París, 1889, p. 28
- Courthion, Pierre, Tout l'ouvre peint de Courbet, París, 1987, p. 107, nº 595, pl. XXXIV.
- Fernier, Robert, Vida y obra de Gustave Courbet, Catálogo razonado. Volumen II : 1866-1877. Pintura. Dibujos. Esculturas , París, Lausana, 1978, pág. 46-47, n 612 .
- Pinette, Matthieu, Soulier-François, Françoise, De Belini a Bonnard : chefs-d'ouvre de la peinture, Besançon, 1992, p. 184-185.
- Robinson, Margaret, Courbet's Hunt Scenes. The End of a Tradition, Providence, Rhode Island, 1990, pág. 1-24.

### Catálogos de exposiciones
- Gustave Courbet (1819-1877), París, Grand Palais, 1977-1978, págs. 42-43, 45, 191, 193.
- Gustave Courbet, París, 2007, 476 p.